# Дивова, Елизавета Петровна
Елизаве́та Петро́вна Ди́вова (урождённая графиня Бутурлина, 1762—1813, Москва) — фрейлина Екатерины II, племянница её подруги Воронцовой-Дашковой, жена тайного советника Адриана Дивова.

## Биография
Дочь графа Петра-Ионы Александровича Бутурлина и Марии Романовны, старшей дочери графа Р. И. Воронцова. По сведениям великого князя Николая Михайловича она родилась в 1762 году. Однако её дед граф Воронцов в своем письме к сыну Александру в июле 1760 года писал: «Сестра твоя Мария Романовна дочь родила Елизавету и государыня её крестила».
Считается, что от матери, известной своими заграничными похождениями, она унаследовала свою восторженную, увлекающуюся натуру, лёгкость нравов и любовь к авантюрам. Служила фрейлиной при дворе Екатерины II, в 12 ноября 1783 года вышла замуж за камергера Адриана Дивова (1749—1814), бывшего намного старше. В том же году Дивова, вместе с братом и некоторыми другими лицами была заподозрена в составлении сатиры с карикатурами на придворных, а также саму императрицу. За это и Дивовы и Бутурлины были удалены из столицы.
В 1792 году Адриан Дивов был отправлен в Стокгольм для поздравления Густава IV с восшествием на престол. Он взял в поездку с собой и жену. В Петербурге ходило много слухов о её интригах при шведском дворе, где она, очаровав регента, герцога Зюдерманландского, пыталась получить для своего мужа пост посланника.
По возвращении в Санкт-Петербург, Елизавета Дивова широко открыла двери своего дома на Миллионной для французских эмигрантов, её гостиная получила прозвание «маленький Кобленц» («la petit Coblence»). Увлеклась знаменитым тенором Мандини, вместе с другими великосветскими дамами бывая на вечерах у его жены, на которых Мандини не стеснялся появляться в халате.
В 1798 года «под предлогом болезни жены» Дивовы уехали за границу. Жили в Вене, Берлине, на водах, а с 1801 года поселились в Париже на Елисейских Полях. Благодаря рекомендации мадам де Монтессон, фаворитки герцога Орлеанского, Дивова вошла во все светские салоны Парижа. Проживая большие деньги, она играла заметную роль в обществе времён Первой империи, была знакома с госпожами Талейран, Жюно, Рекамье. Бывала при дворе Первого Консула, подружилась с Жозефиной Бонапарт.
Сохранилась история о том, как однажды во время завтрака, на котором были Елизавета Дивова с сыном Николаем и Жозефина Бонапарт, к столу вышел Наполеон. Он обратил внимание на мальчика и спросил, как тому понравился недавний смотр войск, и не желает ли тот вступить в ряды французской армии. Юный Николенька со всей серьёзностью ответил: «Смотр очень мне понравился, но я русский и желаю служить только моему отечеству». «Очень хорошо и правильно ты мыслишь, — отвечал Наполеон, — таковым всегда оставайся». В 1814 году на батарею артиллерийского офицера Николая Дивова прибыл Александр I для встречи с парламентёром, чтобы принять ключи от города.
В Париже о Дивовых ходили слухи, что они взяли на откуп у полиции игорный дом, приносивший им до 500 франков дохода в день, и что они занимались пересылкой контрабанды в Россию.
Перед началом Отечественной войны Дивовы возвратились в Россию и поселились в своём доме в Москве. Они перенесли с собой в Россию все модные парижские привычки и, между прочим, принимали утренних посетителей, лёжа на двуспальной кровати, оба, муж и жена, в высоких ночных чепцах с розовыми бантами. Перед сдачей Москвы французам Дивовы бежали в Нижний Новгород. Там Елизавета Петровна заболела и помешалась, как думали, от волнений о любимом сыне «Коко», находившемся в действующей армии, от которого долго не было известий.
Разорённые Дивовыми крестьяне за свой счёт выписали ей доктора, в сопровождении которого её перевезли в Москву, но весной 1813 года она скончалась и была похоронена в своём имении Соколово (Соколово-Мещерское). Через год скончался и её муж.
Мандини прозвал Дивову «Sempre pazza» (всегда сумасшедшая), и она гордилась этим прозвищем, весьма подходившим к её оригинальной личности. Взбалмошная, сумасбродная, светская женщина и большая интриганка, Дивова была эксцентрична до крайности. Вспыльчивая, однажды в припадке гнева заявила одному из своих сыновей , что он незаконнорожденный, в результате чего он отошёл от света и перешёл в католичество.
Во время пребывания за границей она вела «Дневник», в котором есть строки, откровенно характеризующие её мировоззрение:
Много денег, хорошее здоровье, холодный рассудок, сердце, менее чувствительное, чем то, которое дано нам, бедным смертным, немного эгоизма и французского легкомыслия, при всём этом никогда не покидать Парижа — вот что нужно, по-моему, для полного счастья на земле.

## Семья
В браке у четы Дивовых родилось три сына:
- Пётр (1785—1856), действительный статский советник.
- Александр (1788—после 1836), титулярный Советник в российской миссии в Северо-Американских Соединенных Штатах до 1814 года, католик, 21 декабря 1836 года в Париже присоединился к православной церкви.
- Николай (1792—1879), генерал-майор, участник Бородинского сражения; с 1827 года женат на Зинаиде Сергеевне Кагульской (1811—1879), незаконной дочери графа С. П. Румянцева.